# 江竜田大橋
江竜田大橋（えりゅうだおおはし）は、福島県東白川郡鮫川村にある道路橋である。

## 概要
- 全長：176.6 m
  - 主径間：80.8 m
- 幅員：8.2 m
- 形式：3径間鋼上路式ラチストラス橋
- 竣工：2006年[1]
- 施工：楢崎製作所[2]

鮫川村南西部にて一級水系久慈川水系渡瀬川を渡り、鮫川村道820号江竜田塙線を通す。橋上は上下対向2車線で供用され、歩道は設置されていない。東白川地区広域営農団地農道整備事業として福島県により建設された。建設当初は渡瀬橋の名称が用いられており、架設にはケーブルクレーンを用いた張出架設工法が用いられた。現在は鮫川村により村道橋として管理されている。鮫川村管理の橋梁の中で最長であり、唯一の長大橋（次点で長い橋梁は全長21.7 mの丸谷地橋）であることから、維持管理については当橋梁独自の方針が鮫川村により立てられている。トラス橋桁は耐候性鋼材が用いられている。渡瀬川がなす渓谷を跨ぎ、すぐ下流には景勝地である江竜田の滝が位置する。

## 沿革
- 2006年 - 竣工

## 周辺
- 江竜田の滝遊歩道